# Soo bahk do
Soo Bahk Do é a arte marcial fundada e ensinada por Kwan Jang Nim Hwang Kee, e seu sucessor Hwang Hyun Chul, conhecido como HC Hwang e instrutores que são certificados como membros da organização da Moo Duk Kwan World, Inc.

## História
Na Coreia, as artes nativas de auto-defesa (Soo Bahk Ki e Tae Kyun) foram combinados com outros princípios da luta (Kung Fu do Norte e Sul da China) e as orientações morais, tais como a filosofia do Do (Tao), no Ja (Lao Tzu) e Ja Kong (Confúcio) pelo fundador Hwang Kee, no que é hoje conhecido como Bahk Soo Do (Tang Soo Do) Moo Duk Kwan. Ao desenvolver a arte marcial, Hwang Kee se apoiou na Dobo Muye Tongji, antigo texto publicado em 1790 que se traduz como O manual ilustrado detalhando das Artes Marciais da antiga Coreia.
Hwang Kee criou a Moo Duk Kwan em 9 de novembro de 1945. Hwang Kee foi inspirado para estudar as artes marciais em 1921, quando ele tinha cerca de sete anos de idade. Em um festival tradicional chamado "Dan O" ele estava visitando uma aldeia próxima, onde tinham tiro com arco, luta e muitos outros eventos. Como Kee estava gostando da festa, um grupo de sete ou oito homens teve uma disputa com outro homem. De repente, o grupo de homens atacou o homem solitário, que começou a fuga e o contra-atacou com os pés, atacando a vários homens ao mesmo tempo, onde derrotou ao grupo de homens. Essa capacidade de defender se contra vários atacantes deixou a Hwang Kee tão impressionado que naquele momento ele sabia que queria aprender as artes marciais.
Hwang Kee estudou por vários anos e pesquisou em muitas fontes. Aos 22 anos de idade segundo afirmam alguns, ele foi reconhecido como um mestre. Em maio de 1935 Hwang Kee começou a trabalhar para a empresa ferroviária coreana que lhe permitiu viajar. Em maio de 1936, ele conheceu um mestre do Kung Fu chinês chamado Yang, Kuk Jin. Kee treinou com Yang até 1946. Naquela época a China estava passando por uma revolução comunista. O treinamento consistia de Seh Bop (posturas), Bo Bop (etapas), Bop Ryun (condicionado) e Hyung (formulários) com suas aplicações. O 9 de novembro de 1945 Hwang Kee fundou a Moo Duk Kwan. O ideal básico da Duk Moo Kwan é o desenvolvimento de seus participantes. Os indivíduos fortes em espírito e corpo fazem comunidades fortes, comunidades fortes fazem as nações fortes, e as nações pacíficas fazem um mundo forte e pacífico. Em 1957, Kee fez uma descoberta do Soo Bahk, uma verdadeira arte marcial coreana, de Muye Dobo Tongji. Kee desenvolveu o sistema do Soo Bahk a ser estudada através da Duk Moo Kwan. Ele escolheu o nome Bahk Soo Do, um derivado do Bahk Ki Soo, técnica de mão impressionante, e Bahk Soo Hee, dança de mão impressionante, que foram detalhadas no Dobo Muye Tongji. Em 1960, a associação coreana Soo Bahk Do foi constituída e registrada oficialmente por o governo sul-coreano como uma arte marcial coreana tradicional.

## Classificação dos cintos
Soo Do Moo Duk Bahk Kwan tem cinco classificações de cintos:
1. Cinto Branco (10 º Kup) - O cinto branco representa o inverno. As potencialidades e competências estão escondidas sob a neve branca pura. Esta classificação é geralmente atribuída aos iniciantes até os três meses de treinamento.
2. Cinto Laranja (9 º Kup) - O cinto laranja é um reconhecimento do desenvolvimento e trabalho duro. Esta classificação é geralmente atribuída aos alunos com três meses a um ano de formação.
8 º kup: Laranja com duas listras brancas.
7 º kup: Laranja com três listras brancas.
3. Cinto Verde (6º kup) - O cinto verde simboliza a primavera. O estudante começou a estudar técnicas de salto e chute giratório. Esta classificação é geralmente atribuída aos alunos com seis meses a um ano de formação.
5 º kup: verde com duas listras brancas.
4 º kup: verde com três listras brancas.
4. Cinto Vermelho (3º kup) - O cinto vermelha representa o verão. As técnicas Advance chutes e ataques combinados fazem parte do treinamento. Esta classificação é geralmente atribuída aos alunos com 1-2 anos de treinamento.
2º kup: Vermelho, branco duas listras brancas.
1º kup: três listras brancas.
5. Cinto azul ultramarino - O cinto azul ultramarino, também conhecido como o nível de Dan, significa Outono. A formação do aluno é intensificada. São requisitos a combinação de ataques, dominando as técnicas de autodefesa e o desenvolvimento de uma conexão espiritual com a arte marcial. Esta categoria geralmente leva quatro anos para conseguir.
A classificação do Soo Bahk Do é um privilégio, apesar da idade ou capacidade física. É um marcador de credencial física e mental cultivadas a partir de anos ou décadas do treinamento sob a orientação de instrutores certificados. Alunos e pais podem esperar uma viagem que os levará a novos níveis de autoconfiança, auto-estima positiva, bem-estar físico e mental e, sobretudo, a ser membros da organização mundial da federação Bahk Soo Do Moo Duk Kwan. Através dos consistentes treinamentos e marcadores de progressos Bahk Soo Do, os alunos são convidados a "teste" para a promoção da classificação. Os candidatos devem possuir um uniforme, um cinto e juntar-se á "Federação", antes de seu primeiro teste. A federação é o braço administrativo da nossa arte que documenta os testes e coordena uma série de outros esforços nacionais e regionais. Os alunos começam no cinto branco, no 10 gup e progressam até o laranja, passando por cinto verde e vermelho ganhando listras entre cada nível desde a primeira candidatura até o cinto preto. Os candidatos do teste Gup são elegíveis para testar um mínimo de três meses após a sua última avaliação por convite. Não há requisitos de idade, portanto, afirmar-se que os alunos são elegíveis para a candidatura Cho Dan (cinto negro) como o seu progresso e instrutores certificados de licenciamento. Em geral, os alunos necessitam de pelo menos cinco anos de formação contínua e participação PVT para atingir o nível de faixa preta em Soo Do Bahk.

## Oito conceitos chaves
Soo Do Moo Duk Bahk Kwan tem oito conceitos chaves para a formação nas artes marciais.
| Conceito chave                | Tradução              |
| ----------------------------- | --------------------- |
| Yong Gi (용기)                | Coragem               |
| Chung Shin Tong Il (정신통일) | Concentração          |
| In Neh (인내)                 | Resistência           |
| Chung Jik (정직)              | Honestidade           |
| Kyum Son (겸손)               | Humildade             |
| Him Cho Chung (힘조정)        | Control de Poder      |
| Shin Chook (신적)             | Tensão e Relaxação    |
| Wan Gup (완겁)                | Control de velocidade |

## Dez artigos de Fé
Soo Do Moo Duk Bahk Kwan prende dez artigos de fé na prática da disciplina marcial e da vida prática.
| Artigo                                       |
| -------------------------------------------- |
| 1. Seja fiel ao seu país                     |
| 2. Seja obediente com seus pais e maiores    |
| 3. Seja amoroso entre marido e esposa        |
| 4. Seja cooperativo entre irmãos             |
| 5. Seja respeitoso com os maiores            |
| 6. Seja fiel ao seu professor                |
| 7. Seja fiel a seus amigos                   |
| 8. Enfrente o combate só com justiça e honra |
| 9. Nunca recuar na batalha                   |
| 10. Sempre termine o que começa              |

## Marca Serviço
Nos Estados Unidos, "Bahk Soo Do" [6] eo "Bahk Soo Do logotipo" [7] são marcas federais registradas da Federação Soo Do Moo Duk Bahk Kwan de EUA.